# Carlo De Sigis
La S.A. Carlo De Sigis è stata un'azienda chimica italiana produttrice di solfuro di carbonio. 
Lo sviluppo dell'industria delle fibre chimiche (allora si usava ancora la denominazione seta artificiale) comportava la necessità di produrre il solfuro di carbonio. Il rayon con procedimento viscosa si ottiene facendo reagire la cellulosa con questo prodotto. A sua volta il solfuro di carbonio che ha come formula grezza CS2 era prodotto a partire dal carbone e dallo zolfo ad alta temperatura. Con il metodo messo a punto dal dott. Carlo de Sigis come carbone venne usato il carbone di legna.
La produzione e l'utilizzo industriale del solfuro di carbonio è molto pericoloso per la salute di chi ci viene a contatto, poiché può determinare una grave malattia, il solfocarbonismo.
Carlo De Sigis realizzò a Motta San Damiano, vicino a Pavia, uno stabilimento per tale produzione. Tale società fu in seguito inclusa tra le controllate della Châtillon che utilizzava il prodotto negli stabilimenti di Vercelli, Ivrea e Châtillon. La produzione fu poi abbandonata alla fine degli anni sessanta.

## Fonti
- Nell'archivio della Banca Commerciale Italiana sono disponibili i copialettere durante la presidenza di Beniamino Luigi Gianzana in consiglio di amministrazione appunto per incarico di tale banca.
- Nell'archivio della Banca d'Italia  compaiono i documenti della S.A. Carlo De Sigis in quanto partecipata industriale di impresa bancaria  (sigla BA9)